# Antonino Magrì
Antonino Magrì (Catania, 1955) è un poeta e autore teatrale italiano, che utilizza prevalentemente il siciliano per le sue composizioni, pur essendosi dedicato anche all'italiano.
Nato a Catania e trasferitosi da giovane al Nord, ha fatto ritorno nella sua isola e attualmente vive a Catania. Come poeta ha esordito dopo la nascita del figlio, negli anni ottanta, malgrado da giovanissimo abbia scritto qualche verso nostalgico dedicato alla sua isola.
Ha vinto molti concorsi di poesia regionali, nazionali e internazionali e ha ricevuto nel corso degli anni altrettanti riconoscimenti per la sua arte poetica e per l'impegno nella diffusione della cultura siciliana nel mondo (tra tutti si ricordano il prestigioso "Premio Sikania",  conferitogli dall'Accademia Federiciana, il "Premio Pigna D'argento", il "Premio Nino Martoglio", il "Premio Franco Franchi", il "Premio Amenano d'Argento" e il "Premio Carmelo Pitrolino"). Nel 1991 ha fondato a Catania il Centro d'Arte, Poesia e Cultura Siciliana MarranzAtomo, che raccoglie tuttora molti letterati locali; ha anche fondato e diretto una rivista di cultura siciliana che portava il nome del Centro, ossia "MarranzAtomo" e che veniva diffusa in tutta l'Italia e in 28 nazioni estere, per cui una diffusione mondiale, e il giornalino di cultura regionale "Catania Nostra". Da operatore culturale, ha prodotto per l'I.S.I.S. Pietro Branchina di Adrano (CT) il libro Poeti al Branchina (2005) e per la Scuola Caronda di Catania il libro Damu vuci a la Sicilia! (Diamo voce alla Sicilia!) e un saggio sul poeta Giuseppe Nicolosi Scandurra (2010).
Tra le raccolte di poesia si ricordano:
- Canzuni muti (Canzoni mute, 1986)
- È l'anima ca sona! (È l'anima che suona!, 1989)
- Setti spasimi d'amuri (Sette spasimi d'amore, 1996)
- Le mie canzoni (testi siciliani e napoletani per musica, 2014)
- Spisiddi (Scintille, 2015)
- Contrasto (traslazione poetica in siciliano odierno dell'opera "Rosa fresca aulentissima" di Cielo D'Alcamo, 2016)
- Ciusciuni(Ventate, 2019)
- Cosi nostri (Cose nostre, 2019)
- Trilugia (Trilogia, 2019)
- Vintagghi (Ventagli, 2021)
- Rimembranze, (2022)

Per la narrativa:
- Il segreto di Bastiano (opera teatrale in tre atti, 1990)
- Sugnu cca, Signuri (Eccomi, Signore, 1994; breve romanzo in siciliano sulla passione di Cristo scritto per il regista Franco Zeffirelli)
- Novelle (novelle in siciliano, 2015)

| Controllo di autorità | SBN PALV025322 |